# Pleasure (2021)
Pleasure ist ein Spielfilm der schwedischen Filmemacherin Ninja Thyberg. Der Film feierte seine Premiere im Februar 2021 auf dem Sundance Filmfestival.

## Handlung
Der Film erzählt die Geschichte der 19-jährigen Schwedin Linnéa, die in Los Angeles Karriere als Pornostar machen will. Unter ihrem Künstlernamen „Bella Cherry“ heuert sie als Darstellerin an und lernt die Industrie von innen kennen. In ihrer WG lebt sie mit drei anderen jungen Pornodarstellerinnen zusammen. Sie schließt Freundschaft mit Joy, die ihr als Anfängerin unter die Arme greift. 
Auf einer Party sehen die Freundinnen Mark Spiegler, einen der wichtigsten Agenten in der Pornoindustrie. Bella versucht Ava anzusprechen, eine der bei Spiegler unter Vertrag stehenden Darstellerinnen, wird aber ignoriert. Joy flirtet mit dem berühmten männlichen Darsteller Caesar. Als dieser sie abweist und beleidigt, schubst sie ihn in einen Pool und wird vom Sicherheitsdienst entfernt.
Bella nimmt weitere Aufträge an. Der Dreh einer BDSM-Szene mit einer größtenteils weiblichen Crew verläuft sicher und Bella einigt sich mit dem männlichen Darsteller auf Safewords. Während des Drehs einer anderen Hardcore-Szene mit zwei männlichen Darstellern und einem männlichen Regisseur gerät Bella in Panik und muss den Dreh wiederholt unterbrechen. Zunächst verständnisvoll, wird die Crew schnell feindselig, als Bella sich weigert, die Szene zu Ende zu drehen. Widerstrebend beendet Bella die Szene, auch da sie sonst keine Entlohnung erhalten würde. Als Bella ihrem Manager von der bedrohlichen Situation erzählt, weist er sie darauf hin, dass sie härtere Aufträge verlangt habe. Bella beendet die Zusammenarbeit mit ihm.
Bella hat bereits zuvor versucht, Spiegler als neuen Manager zu gewinnen. Dieser hat in einem Telefonat ihre Bewerbung jedoch abgelehnt, weil sie nur eine geringe Anzahl an Followern auf den sozialen Medien hat und ihr Profil keine extremen Praktiken vorsieht. Um sich zu präsentieren, spielt die nun unabhängig arbeitende Bella unbezahlt in einer sogenannten Interracial-Szene mit, in der Double Anal Penetration praktiziert wird. Davon beeindruckt, engagiert Spiegler sie probeweise. 
Bella nimmt ihre Freundin Joy zu ihrem nächsten Dreh mit. Dort wird der männliche Hauptdarsteller in letzter Sekunde durch Caesar ersetzt, der Joy zunächst heimlich abseits der Kamera belästigt. Bella beobachtet den Vorfall, aber überredet Joy dazu, die Szene trotzdem zu drehen. Während des Drehs der SM-Szene beginnt Caesar damit, Joy tatsächlich zu misshandeln. Joy bricht die Szene ab, erklärt dem Regisseur Caesars Verhalten und bittet Bella um Bestätigung. Bella ist um ihren Ruf und ihr Vertragsverhältnis besorgt und unterstützt sie nicht. Joy beschuldigt Bella des Verrats und verlässt das Set; danach wirft sie Bella aus der WG.
Nach einer Erotikmesse in Las Vegas bekommt Bella die Chance, eine Szene mit Ava zu drehen. Während des Drehs weigert sich Ava jedoch, aktiven Oralverkehr mit ihr zu haben, und behauptet, Bella habe eine Pilzinfektion. Der Regisseur improvisiert und Bella erhält einen umschnallbaren Dildo. Schnell wird Bella von ihrer Wut überwältigt und sie penetriert Ava aggressiv und gewalttätig, ohne vorher ihre Erlaubnis einzuholen. Später versucht sie, sich bei Ava dafür zu entschuldigen, doch Ava gibt vor, nicht zu wissen, was sie meine.
Auf einer Party beobachtet Bella ihre alten Mitbewohnerinnen aus dem VIP-Bereich heraus. Während eine Limousine sie von der Party nach Hause bringt, lässt Bella ihren Fahrer anhalten und verlässt den Wagen.

## Produktion
Mehrere Darsteller im Film spielen sich selbst und sind als Darsteller, Agenten/Manager und Regisseure im Pornogeschäft tätig.

## Rezeption

### Kritiken
Philipp Stadelmaier beschreibt in der Süddeutschen Zeitung, der „roughe Realismus des Films verdankt sich der Mitwirkung zahlreicher ‚echter‘ Protagonistinnen und Protagonisten der kalifornischen Pornoindustrie, sowie der respektvollen Begegnung Thybergs mit einer Branche, die ihre Probleme von sich aus offenlegt“.
Margret Köhler des Redaktionsnetzwerks Deutschland schreibt, die schwedische Filmemacherin erzähle „durchgängig aus weiblicher Perspektive, reizt Situationen bis zur Grenzwertigkeit aus, verurteilt ihre naive Protagonistin nicht, schwenkt auch keine Moralkeule“.
Auf Filmrezensionen.de lobt Oliver Armknecht, die Regisseurin „Thyberg ruht sich aber nicht auf plumpen Klischees aus, sondern zeigt eine Welt voller Widersprüche. Ja, es gibt sie, die übergriffigen Männer, die Frauen wie Dreck behandeln. Aber nicht nur.“ Der Film überzeuge besonders „durch seine vielschichtigen Beobachtungen und seinen dokumentarischen Blick auf eine Traumwelt, in der vieles nicht das ist, was es vorgibt zu sein“.
Das Lexikon des internationalen Films vergibt vier von fünf möglichen Sternen. Es lobt, dass der Film „die korrumpierenden (Macht-)Strukturen der Pornobranche mit dokumentarisch anmutender Authentizität [seziert], ohne in Plattitüden abzudriften“, und sieht ein „ebenso kühnes wie kluges, durchgängig ambivalentes Drama über eine Welt des sexuellen Voyeurismus“.
Nach seiner Veröffentlichung äußerten sich die Darsteller Lance Hart und Axel Braun auf Twitter negativ über den Film. Sie seien „überlistet“ worden in einem Film mitzuspielen, der sie letztendlich schlecht darstellen würde.

### Auszeichnungen
World Soundtrack Awards 2022
- Nominierung als „Discovery of the Year“ (Karl Frid)[7]